# 1. divisjon 1960/61
Die Saison 1960/61 war die 22. Spielzeit der 1. divisjon, der höchsten norwegischen Eishockeyspielklasse. Meister wurde zum ersten Mal in der Vereinsgeschichte überhaupt Tigrene. Sagene stieg in die zweite Liga ab.

## Modus
In der Hauptrunde absolvierte jede der acht Mannschaften insgesamt 14 Spiele. Der Erstplatzierte der Hauptrunde wurde Meister, der Letztplatzierte stieg in die zweite Liga ab. Für einen Sieg erhielt jede Mannschaft zwei Punkte, bei einem Unentschieden gab es einen Punkt und bei einer Niederlage null Punkte.

## Hauptrunde
Tabelle
|    | Klub                       | Sp | S  | U | N  | Tore  | Punkte |
| -- | -------------------------- | -- | -- | - | -- | ----- | ------ |
| 1. | Tigrene                    | 14 | 12 | 0 | 2  | 64:32 | 24     |
| 2. | Allianseidrettslaget Skeid | 14 | 11 | 0 | 3  | 82:42 | 22     |
| 3. | Vålerenga Ishockey         | 14 | 10 | 0 | 4  | 96:40 | 20     |
| 4. | Gamlebyen                  | 14 | 8  | 1 | 5  | 70:39 | 17     |
| 5. | Furuset Ishockey           | 14 | 5  | 2 | 7  | 55:77 | 12     |
| 6. | Rosenhoff IL               | 14 | 4  | 0 | 10 | 55:86 | 8      |
| 7. | Hasle                      | 14 | 3  | 1 | 10 | 47:87 | 7      |
| 8. | Sagene                     | 14 | 1  | 0 | 13 | 27:94 | 2      |

Sp = Spiele, S = Siege, U = unentschieden, N = Niederlagen, OTS = Overtime-Siege, OTN = Overtime-Niederlage, SOS = Penalty-Siege, SON = Penalty-Niederlage